# ヴェーセン
ヴェーセン（Väsen）は、スウェーデンの民俗音楽バンド。創設メンバーはウーロフ・ヨハンソン（Olov Johansson、ニッケルハルパ）、ミカエル・マリーン（Mikael Marin、5弦ヴィオラ）、ローゲル・タルロート（Roger Tallroth、ギター）の3人で、1996年にアンドレー・フェラーリ（André Ferrari、パーカッション）がグループに加わった。ヨーロッパ以外の地域でのツアーも毎年行っている。
2002年以降はトリオ編成に戻り、『リネウス・ヴェーセン』（2007年）以外はトリオ編成で活動している。以来、ヴェーセンはこの弦楽器のみの編成で作品をリリースしている。
アメリカ人ミュージシャンのマイク・マーシャル（マンドリン）とダロール・アンガー（フィドル）と、定期的に共演している。
2020年、ローゲル・タルロートがバンドを脱退。現在はウーロフとミカエルのデュオで活動している。

## ディスコグラフィ

### スタジオ・アルバム
- Väsen (1990年)
- Vilda Väsen (1992年)
- Essence (1994年)
- 『ヴェルデンス・ヴェーセン』 - Världens Väsen (1997年) ※アメリカ盤タイトルは『Whirled』
- Gront (1999年)
- 『トリオ』 - Trio (2003年)
- 『キード・アップ』 - Keyed Up (2004年)
- 『リネウス・ヴェーセン』 - Linnaeus Väsen (2007年)
- Mike Marshall and Darol Anger with Väsen (2007年) ※with マイク・マーシャル、ダロール・アンガー
- Väsen Street (2009年)
- 『マインドセット』 - Mindset (2013年)
- 『ブリュード』 - Brewed (2017年)
- 『ルール・オブ・スリー』 - Rule of 3 (2019年)
- Duo (2021年)
- Melliken (2023年)

### ライブ・アルバム
- Levande Väsen (1995年)
- Live at the Nordic Roots Festival (2001年)
- 『ライヴ・イン・ジャパン』 - Live in Japan (2005年) ※CD+DVD
- Live på Gamla Bion (2014年) ※CD+DVD

### コンピレーション・アルバム
- Spirit (1997年) ※最初の4枚のアルバムからの15曲に新曲5曲を収録
- 『ザ・ヴェリー・ベスト・オヴ・ヴェーセン』 - The Very Best Of Vasen (2004年)

### 参加アルバム
- JPP : String Tease (1998年) ※フィンランドのグループ。2曲に参加